# Тасадай-манубе
Тасадай-манубе или просто тасадай — небольшая этническая группа, живущая на филиппинском острове Минданао. Её относят к народу манобо, язык тасадай на 85 % совпадает с языком котабато манобо. С племенем тасадай связан крупный научный скандал в этнографии.

## Открытие
В 1971—1972 годах в различных странах (в том числе и в СССР, в журнале «Вокруг света») были опубликованы статьи об обнаружении на острове Минданао живущей в пещере в джунглях маленькой группы людей из 26 человек, которые ничего не знают об окружающем мире, живут собирательством, поеданием крабов и лягушек, на другую дичь охотиться не умеют, пользуются каменными топорами, единственной их одеждой являются набедренные повязки из листьев. Их описывали как наиболее отсталых людей на Земле. При этом они жили в нескольких километрах от деревни земледельцев.
Сообщалось, что тасадай живут в условиях первобытного коммунизма и взаимопомощи, не зная агрессии и конфликтов: «Они научились жить в гармонии и согласии не только с природой, но и между собой. Между людьми племени тасадай вообще не бывает конфликтов — во всяком случае, в нашем смысле слова. Насколько мы смогли установить, у них даже не существует слова, обозначающего „войну“ или „борьбу“. Один из них сказал нам, что, до тех пор пока Дафал не научил их ставить силки, самое большое животное, на которое они охотились, была лягушка. К диким свиньям и оленям они относились почти как к друзьям… Если у одного из людей в племени нет пищи — другие тоже не едят. Когда мы дали им боло, каждый мужчина взял себе по шару. Остался лишний шар, но никто не захотел его брать». Встретивших их антропологов тасадай приняли за Дивату — доброе существо, которое должно было однажды сойти с неба.
Учёных, которые впервые встретились с тасадай, привёл к ним Мануэль Элисальде, богатый филиппинский политик. Он привозил на вертолёте понаблюдать за тасадай журналистов, политиков, кинематографистов, кинозвёзд. В 1972 году 182 км² территории вокруг места обитания тасадай были провозглашены охраняемой зоной. К этому моменту тасадай изучили 11 антропологов, но ни один из них не провёл с ними больше 6 недель. После того, как Элисальде прекратил внешние контакты с тасадай, президент Филиппин Фердинанд Маркос в 1976 году даже пригрозил арестом любому учёному, который осмелится посетить тасадай без ведома Элисальде.

## Скандал и последствия
В 1986 году, когда Маркос был свергнут, швейцарский антрополог Освальд Итен вместе с филиппинским журналистом Джои Лозано и дату (вождём) племени тболи Галангом Тикавом (выполнявшим функции переводчика, несмотря на незнание языка тасадай) посетили тасадай, не уведомляя никого. В пещере они никого не нашли, зато увидели, что тасадай живут в хижинах, носят футболки и джинсы. Выяснилось, что они занимаются охотой и обменивают дичь на продукты труда земледельцев.
Через четыре месяца после визита Итена, в выпуске «Племя, которого не было» передачи «20/20» канала ABC двое молодых представителей племени рассказали (через переводчика Галанга), что они являются не членами племени тасадай, а жителями соседних деревень, которых Элисальде заставил жить в пещере, убедил не носить одежду, платил им деньги за это и обещал выдать дополнительную плату при условии, если они будут выглядеть совсем нищими. Каменные топоры также оказались подделанными.
Ещё через два года канал BBC во время съёмок документального фильма показал эту же передачу членам племени тасадай, включая двух, интервьюированных ABC. Последние признали, что тогда солгали, так как говорили на камеру то, что от них потребовал Галанг, обещавший дать им сигареты, одежду и всё, что они захотят.
Лингвист Лоуренс Рид, исследователь из Гавайского университета, проведя 10 месяцев с тасадай и ближайшими к ним лингвистическими группами, пришёл к выводу, что тасадай, хоть и не являются столь изолированными, но действительно не знают сельского хозяйства и общаются на уникальном диалекте, следовательно, не являются полной мистификацией. Скептики ещё в пору сенсационных сообщений 1971—1972 годов об открытии тасадай указывали на возможность, что тасадай, будучи не «реликтом» первобытного общества, а племенем, регрессировавшим в особо тяжелых условиях, имели спорадические контакты с соседними, более технологически развитыми, группами людей.
В 1983 году, после убийства оппозиционного лидера Бенигно Акино, Элисальде бежал в Коста-Рику, забрав 35 млн долларов, собранных для помощи тасадай, из благотворительного фонда возглавляемой им правительственной организации по защите коренных народов ПАНАМИН. В 1988 году Элисальде вернулся на Филиппины, в 1993 году был назначен послом в Мексику и умер от лейкемии в 1997 году.